# 愛情的模樣
《愛情的模樣》是一部2014年的巴西青春成長愛情劇情片，由丹尼爾·里貝羅導演兼編劇，同時也是製片人之一。主演包括吉列摩·羅伯、法比奧·歐吉和蝶絲·阿莫尼。
《愛情的模樣》在第64屆柏林影展上獲兩項大獎：國際影評人協會費比西獎和泰迪熊獎。影片也代表巴西於第87屆奧斯卡金像獎角逐奧斯卡最佳外語片獎，但最終未獲提名。《時代雜誌》2022年6月公佈的「16部必看LBGTQ題材電影」中，本片榜上有名。

## 主要角色
- 吉列摩·羅伯（英语：Ghilherme Lobo） 飾 李奧納多
- 法比奧·歐吉（葡萄牙語：Fábio Audi） 飾 蓋布利歐
- 蝶絲·阿莫尼（葡萄牙語：Tess Amorim） 飾 喬凡娜

## 外部連結
- 官方网站 （英文）
- 互联网电影数据库（IMDb）上《愛情的模樣》的资料（英文）
- AllMovie上《愛情的模樣》的资料（英文）
- Box Office Mojo上《愛情的模樣》的資料（英文）
- Metacritic上《愛情的模樣》的資料（英文）
- 爛番茄上《愛情的模樣》的資料（英文）
- Yahoo!奇摩電影上《愛情的模樣 （页面存档备份，存于）》的頁面 （繁體中文）
- 開眼電影網上《愛情的模樣 （页面存档备份，存于）》的資料 （繁體中文）